# 貝利維爾 (緬因州)
貝利維爾（英語：Baileyville）是一個位於美國緬因州華盛頓縣的鎮。

## 人口
根據2020年美國人口普查的數據，貝利維爾的面積為108.55平方千米，當中陸地面積為96.22平方千米，而水域面積為12.33平方千米。當地共有人口1318人，而人口密度為每平方千米12人。